# Kievs kulturuniversitet
Kievs kulturuniversitet (ukrainska: Київський університет культури) är en privat institution för högre utbildning i Ukraina.

## Historia
Kievs kulturuniversitet är en privat institution för högre utbildning i Ukraina. Det grundades år 2000. Kievs kulturuniversitet bedriver sin utbildningsverksamhet i enlighet med tillståndet från Ukrainas utbildnings- och vetenskapsministerium att tillhandahålla utbildningstjänster. 
Kievs kulturuniversitet är ackrediterat på den fjärde, högsta ackrediteringsnivån. Det ligger i Kiev. Rektor för institutionen är professor Volodymyr Ivanovych Pylypiv.
Från och med 2023 omfattar Kievs kulturuniversitet 2 institut, 5 fakulteter, 1 högskola och ett antal separata strukturella enheter i andra städer i Ukraina och Polen.

### Fakulteter
- Konst
- Koreografisk konst
- Modeindustrin
- Journalistik och internationella relationer
- Juridik

### Institutioner
- Institutet för hotell-, restaurang- och turismverksamhet
- Institutet för offentlig förvaltning och juridik